# Spiret
Spiret är en bergstopp i Antarktis. Den ligger i Östantarktis. Norge gör anspråk på området. Toppen på Spiret är 2 594 meter över havet, eller 376 meter över den omgivande terrängen. Bredden vid basen är 6,6 km.
Terrängen runt Spiret är varierad. Trakten är obefolkad. Det finns inga samhällen i närheten. 